# Hisám Abbász
Mohammad Hisám Mahmúd Mohammad Abbász (arabul: محمد هشام محمود محمد عباس, ismert művésznevén Hisham Abbas (arabul: هشام عباس) (Kairó, 1963. szeptember 13. –) egyiptomi popénekes. Legismertebb dala a  Nári Nárajn.

## Élete
Iskolai tanulmányait a Dár et-Tefl iskolában kezdte, középfokú tanulmányait otthon végezte.
Később az  American University in Cairo-n tanult, ahol műszerészként végzett; később azonban úgy döntött művészi pályát folytat.

## Lemezek

### Nagylemezek
- Síbha Tehebbak (2004)
- Govva f albi (2002)
- Habíbi dah (2000-2001)
- Kalám el-Lejl (1999)
- Ja Lejla (1997)
- Zajj el-Avval (1995)
- Hisám (1992)

### Válogatások
- Ahla ma ganna Hisám Abbás / From The Best of Hisham Abbas
- Atfál
- Hisham Abbas Collection'